# Megalobox
Megalobox (яп. メガロボクス, Megarobokusu, укр. Меґалобокс) — аніме-серіал, створений до 50 річниці виходу манґи Ashita no Joe.

## Медіа

### Аніме
12 жовтня 2017 було анонсовано вихід аніме-серіалу на офіційному ютуб-каналі TMS Entertainment. Моріяма Ю, який раніше працював концепт дизайнером над «Атакою титанів» та Kōtetsujō no Kabaneri, став режиером та концепт-дизайнером серіалу. Відкриваючою композицією стала пісня «Bite» LEO Imai, а закриваючою - «Kakatte Koi yo» (яп. かかってこいよ, Come at Me) NakamuraEmi. Також до саундтреку аніме увійшли пісні репера COMA-CHI. Аніме-серіал одночасно виходив на японському телебаченні та на стримінговому сервісі Crunchyroll. Всього вийшло 13 серій. В Японії серіал також вийшов на Blu-ray, до якого увійшов додатковий короткометражний фільм.